# 29 Чаши
29 Чаши (лат. 29 Crateris), HD 103596 — одиночная звезда в созвездии Гидры на расстоянии приблизительно 539 световых лет (около 165 парсек) от Солнца. Видимая звёздная величина звезды — +5,908m.

## Характеристики
29 Чаши — оранжевый гигант спектрального класса K4III, или K5. Масса — около 1,538 солнечной, радиус — около 38,053 солнечного, светимость — около 229,263 солнечной. Эффективная температура — около 4413 K.

## Планетная система
В 2019 году учёными, анализирующими данные проектов HIPPARCOS и Gaia, у звезды обнаружена планета HIP 58158 b.